# ʗ
Cette page contient des caractères spéciaux ou non latins. S’ils s’affichent mal (▯, ?, etc.), consultez la page d’aide Unicode.
ʗ, appelée c étiré, est une lettre additionnelle de l’alphabet latin qui a été utilisée comme symbole dans certaines notations phonétiques, dont l’alphabet phonétique international de 1928 à 1989.

## Utilisation
Les symboles ‹ ʇ, ʗ, ʖ › sont présents dans les Principes de l’Association phonétique internationale de 1921 et sont adoptés en 1928 dans l’alphabet phonétique international pour représenter les clics des langues sud-africaines ; le [ʗ] représentant le clic post-alvéolaire. Lors de la conférence de Kiel de 1989, les symboles de clic sont remplacés; [ǃ] remplaçant [ʗ].
Selon John Laver (en), le symbole ʗ permet d’avoir un moyen mnémonique pour la prononciation rétroflexe potentielle du click post-alvéolaire, celui-ci ayant un crochet comme les symboles de consonnes rétroflexes, par exemple [ʈ].

## Représentations informatiques
Le c étiré peut être représenté avec le caractère Unicode (alphabet phonétique international) suivant :
| lettres   | représentations | chaînes de caractères | points de code | descriptions                    |
| --------- | --------------- | --------------------- | -------------- | ------------------------------- |
| minuscule | ʗ               | ʗ                     | U+0297         | lettre minuscule latine c étiré |